# 杉森孝次郎
杉森 孝次郎（すぎもり こうじろう、1881年〈明治14年〉4月9日 - 1968年〈昭和43年〉12月8日）は、日本の倫理学者・思想学者・政治学者・社会学者。旧姓は白松（しろまつ）、号は南山。

## 人物
静岡県小笠郡南山村生れ。12歳で同郡賀茂村の医師である白松家の養子となる。14歳で東京に遊学し、上野図書館で独学生活を送った後、独逸協会中学校・数学館の第五学年編入試験に合格し、入学をした。その後、医師を目指して千葉医学専門学校に進学したが、進化論の講義を聞いた際「こんな学問があるのなら、医学など学んでいられない」と発意し、2年次に千葉医専を自主退学して白松家から学資援助を含む養子縁組を外された。その後、神田に私塾専修学院を創設。千葉医専退学の理由を杉森は、失恋による哲学的煩悶からとも学生に語っている。
1902年（明治35年）、21歳で早稲田大学高等予科に入学。　片上伸らと同窓で学んだ。1906年（明治39年）、25歳で早稲田大学文学科卒業。学部時代はシカゴ大学でデューイに学んだ田中王堂に影響を受ける。田中王堂門下生として、同期の関与三郎、一期下の石橋湛山らと友情を深め、プラグマティズム哲学研究に励み、哲学科次席として卒業した。同年に『早稲田文学』記者を務めた後、1907年（明治40年）4月から早稲田大学文学科講師となる。
1913年（大正2年） - 1919年、文部省特別留学生としてドイツ・イギリスに渡り、イギリス倫理思想を学ぶ。イギリス留学の最中には、1914年に片上伸と共著で『プラグマティズム講話』を刊行したほか、浮田和民の倫理的帝国主義論を継承し、1917年には"The Principles of the Moral Empire"（邦訳：『道徳的帝国の原理』1919年）を公刊した。同年には、中野正剛らの東方会に協力をしている。帰国後、1919年（大正）7月から早稲田大学文学部及び政経学部の教授を務めた。1920年代には大正デモクラシー運動の旗手となり、バートランド・ラッセルのプラグマティズムを継承・発展させた。杉森は社会主義研究に力点を置き、イギリスの事例を中心に引用し、機械論の哲学と労働者の権利について論陣を張った。また、『婦人公論』『改造』に記事を執筆し、女性参政権・女子教育と男女平等、自由恋愛・女性の性的主体としての権利の哲学を論じ、昭和期には1942年には早稲田女子学生会の会長を務めている。
そのほか、国際主義者としても活躍し、『亜細亜公論』『台湾』に記事を投稿し、日本の植民地であった朝鮮・台湾の民族的自治独立の必要性を主張している。また、1936年には日本とフィリピン間の交換教授となるなど、西洋諸国と比較して低い地位にあった東アジア・東南アジアの民族的自治独立を論じた。杉森は広範な論文業績と多彩な執筆範囲を持ち、哲学者・社会学者・倫理学者・文明評論家として活躍した。昭和戦前期にはアジア地域の自主独立に力点を置いた大東亜共栄圏構想を牽引し、日本青年層の支持を集めた。
彼は研究のみならず教務・大学運営にも手腕を発揮し、1934年-44年には第二早稲田高等学院院長をつとめ、1940-1944年には早稲田大学理事を務め、中野登美雄との総長選に敗北して早大を去った。在職中は深く学生を愛し、学生が後から歩いてくると、「後進に道を譲る」といって先にいかせたというエピソードがある。戦後、早稲田大学を退職後には、駒澤大学教授を務めた。
「憲法草案要綱」を作成した民間グループ、憲法研究会の7人のメンバーのうちの一人として、日本国憲法の成立の源流を形作った。英語が堪能だったので、憲法草案要綱をGHQに持参することになった。GHQに持参する際は英訳もつけたが、その英訳を中心に読まれたかどうかは不明である。象徴天皇制を考案した、とも言われる。
1968年12月8日、老衰のため死去。享年87歳。
義妹に国文学者であり、『狂言研究 考察と鑑賞』（桜楓社　1969）の著者である東京学芸大学教授である杉森美代子（1912-2016）がいるほか、孫には『福祉サービス開発と職員計画』（誠信書房 1981）『文化現象の社会学』（杉森加重子発行　1984）等を著わした日本社会事業大学教授・社会学者の杉森創吉（1939-1980）がいる。創吉は母のぶの死後、孝次郎・ハナ夫妻の養嗣子となった。創吉と加重子（旧姓磯崎）の長男が東京学芸大学教授・教育心理学者の杉森伸吉（1965-）。

## 著書

### 単著
- 熊崎武良温 訳『道徳的帝国の原理』冬夏社〈自由・文化叢書 第1篇〉、1919年10月。 NCID BN13070842。全国書誌番号:43054995 全国書誌番号:60008329。
- 『人類の再生』東方時論社、1919年12月。 NCID BA34721561。全国書誌番号:43023839。
- 『新社会の原則』天佑社、1921年2月。 NCID BA37395894。
- 『社会人の誕生』隆文館、1922年6月。 NCID BN15410941。全国書誌番号:43035572。
- 『神になる意志』近代名著文庫刊行会〈近代名著文庫 第10篇〉、1922年11月。 NCID BA55211745。全国書誌番号:43030195。
- 『国家の明日と新政治原則 社会国家への主張』早稲田大学出版部、1923年7月。 NCID BN14074452。全国書誌番号:43043766。
- 『性意識の哲学化』黎明社、1924年4月。 NCID BN05943481。全国書誌番号:43046510。
- 『倫理学 或る新意識に於ける』早稲田大学出版部、1924年4月。 NCID BN09899712。
- 『社会進歩の純粋原則 実験社会学的一研究』内外出版、1924年9月。 NCID BA4185639X。全国書誌番号:43043913。
- 『社会学』早稲田大学出版部、1927年5月。 NCID BN08285103。全国書誌番号:47000040。
  - 『社会学』（増補9版）早稲田大学出版部、1939年2月。 NCID BA30752494。全国書誌番号:46056045。
- 『綜合倫理学』早稲田大学出版部、1929年6月。 NCID BN14892166。全国書誌番号:47024214。
- 『英雄論』改造社、1929年11月。 NCID BA42141578。全国書誌番号:46079429。
- 『教育改造と社会改造 その時務及び基礎理論』日東書院、1931年5月。 NCID BN06448149。全国書誌番号:46085139。
- 『道徳』岩波書店〈岩波講座哲学〉、1931年12月。 NCID BN10036112。
- 『社会倫理学概説』三省堂、1932年2月。 NCID BN09790804。全国書誌番号:47000184。
- 『世界の今明日』平凡社〈世界の今明日 第1巻〉、1933年9月。 NCID BA32235165。全国書誌番号:47024365。
- 『日支関係の本質的考察』日本外交協会、1936年1月。 NCID BA36463161。
- 『行動政治哲学』中央公論社、1937年1月。 NCID BN0558234X。全国書誌番号:46052446。
- 『国際日本の自覚 東亜に先進する者の義務』理想社、1937年11月。 NCID BA30066748。全国書誌番号:46053450。
- 多田晃編纂 編『時局の分析及び批判から必要なる指導意識の再確認へ』南満州鉄道株式会社地方部地方課〈満鉄夏期大学叢書〉、1939年12月。 NCID BN13478649。
- 『新世界秩序への炬火』育生社弘道閣〈新世代叢書 15〉、1941年9月。 NCID BA30069600。全国書誌番号:46008507。
- 『新世界秩序建設の書 歴史哲学の一断想』元元書房、1942年9月。 NCID BA50290165。全国書誌番号:46008357。
- 国民学術協会編 編『世界政治学の必然』中央公論社〈国民学術選書 6〉、1943年3月。 NCID BN0590081X。全国書誌番号:46008569　全国書誌番号:59006287。
- 『建設倫理学』早稲田大学出版部、1943年8月。 NCID BN1069970X。全国書誌番号:46002106。
- 『世界共和制への必然及び必要』文明協会、1946年6月。 NCID BA47016369。全国書誌番号:46008907。
- 『世界人権の原則』研進社、1947年1月。 NCID BN08701751。全国書誌番号:46008356 全国書誌番号:59006288。
- 『人間の自由 特にユネスコの将来にささぐ』友愛研究会〈友愛叢書 第1輯〉、1948年2月。 NCID BA4852635X。

### 編集
- 『社会科学辞典』社会思想研究所、1929年11月。 NCID BN03855940。全国書誌番号:47000329。
- 『日本学生の理念』同文館出版部、1942年9月。 NCID BN12496099。全国書誌番号:46041517。

### 共著
- 大山郁夫と『露西亜承認論』東方時論社、1923年6月。 NCID BB05668360。全国書誌番号:42005863。

### 共編
- 中野正剛と 編『全体主義政策・綱領』育生社、1939年2月。 NCID BN1009293X。全国書誌番号:46061713。

## 論文
- 「新自由主義の概念」『経済新誌』第3巻第10号、経済新誌社、1948年11月、3-10頁、NAID 40000885385。
- 「世界連邦えの理念――歴史哲学的及び新宗教観的」『自由公論』第1巻第1号、自由公論社、1948年11月、2-8頁、NAID 40001723754。
- 「内外時局の鍵と世界市民性の開拓」『政経時潮』第4巻第1号、政経時潮社、1949年1月、5-6頁、NAID 40002029081。
- 「責任政治の確立――浅薄なる「反対党」公賛の蒙を啓く」『改造』第30巻第2号、10-15、1949年2月、改造社、NAID 40000380663。
- 「倫理学と時局」『倫理』第547号、大日本出版、1949年2月、1-6頁、NAID 40003807474。
- 「現実政治における至上道」『政経時潮』第4巻第3号、政経時潮社、1949年3月、13-15頁、NAID 40002029069。
- 「共産主義及日本――世界共産党」『政経時潮』第4巻第8号、政経時潮社、1949年8月、9-10頁、NAID 40002029133。
- 「時局と宗教家」『宗教公論』第20巻第1号、宗教問題研究所、1950年1月、2-5頁、NAID 40001723494。
- 「日蓮と現代の宗教」『宗教公論』第20巻第6号、宗教問題研究所、1950年6月、2-8頁、NAID 40001723698。
- 「日本文化新発足宣言――新求心主義を条件とする遠心主義」『宗教公論』第21巻第8号、宗教問題研究所、1951年8月、2-5頁、NAID 40001723576。
- 「経済・政治・宗教（哲学としての）――トインビー氏等への寄語を含む」『経済新誌』第6巻第11号、経済新誌社、1951年8月、6-7頁、NAID 40000885269。
- 「日本及世界の将来――イデオロギー問題の国内的及国際的解決の先務性」『日本及日本人』第2巻第11号、日本及日本人社、1951年11月、86-93頁、NAID 40002831900。
- 「偉人と天才」『人生往来』第1巻第3号、綜合日本社、1951年12月、59-63頁、NAID 40005191443。
- 「挙世界の徹底的廃軍備への政治意思開拓の必要」『日本及日本人』第4巻第1号、日本及日本人社、1953年1月、112-113頁、NAID 40002832200。
- 「現代の最大急務――時局に対する世界史観的及び心理学的分析と建設的構想」『民主社会主義』第1巻第3号、社会思潮社、1953年5月、2-7頁、NAID 40003605221。